# Pawłów (powiat starachowicki)
Pawłów – wieś w Polsce, położona w województwie świętokrzyskim, w powiecie starachowickim, w gminie Pawłów.
Był wsią benedyktynów świętokrzyskich w województwie sandomierskim w ostatniej ćwierci XVI wieku.
W latach 1975–1998 miejscowość należała administracyjnie do województwa kieleckiego.
Miejscowość jest siedzibą gminy Pawłów oraz rzymskokatolickiej parafii św. Jana Chrzciciela.

## Części wsi
| SIMC    | Nazwa   | Rodzaj    |
| ------- | ------- | --------- |
| 0260646 | Działki | część wsi |
| 0260652 | Kolonia | część wsi |

## Historia
W XV w. właścicielem wsi był Jan Skrzątka Pawłowski herbu Godziemba. W 1471 r. Pawłowski zamienił Pawłów na Wojsław w parafii Mielec, z opatem klasztoru świętokrzyskiego Michałem z Lipia, za co otrzymał też 20 grzywien dopłaty. Według Jana Długosza znajdował się tu wówczas kościół drewniany, który pobierał dziesięcinę o wartości 12 grzywien, od dziesięciu łanów kmiecych, 3 zagrodników, 2 karczm w rolą i folwarku.
Według rejestru poborowego powiatu sandomierskiego z 1578 r. wieś była własnością klasztoru na Świętym Krzyżu. Miała 6 osadników, 3 łany, 3 zagrodników z rolą i jednego komornika.

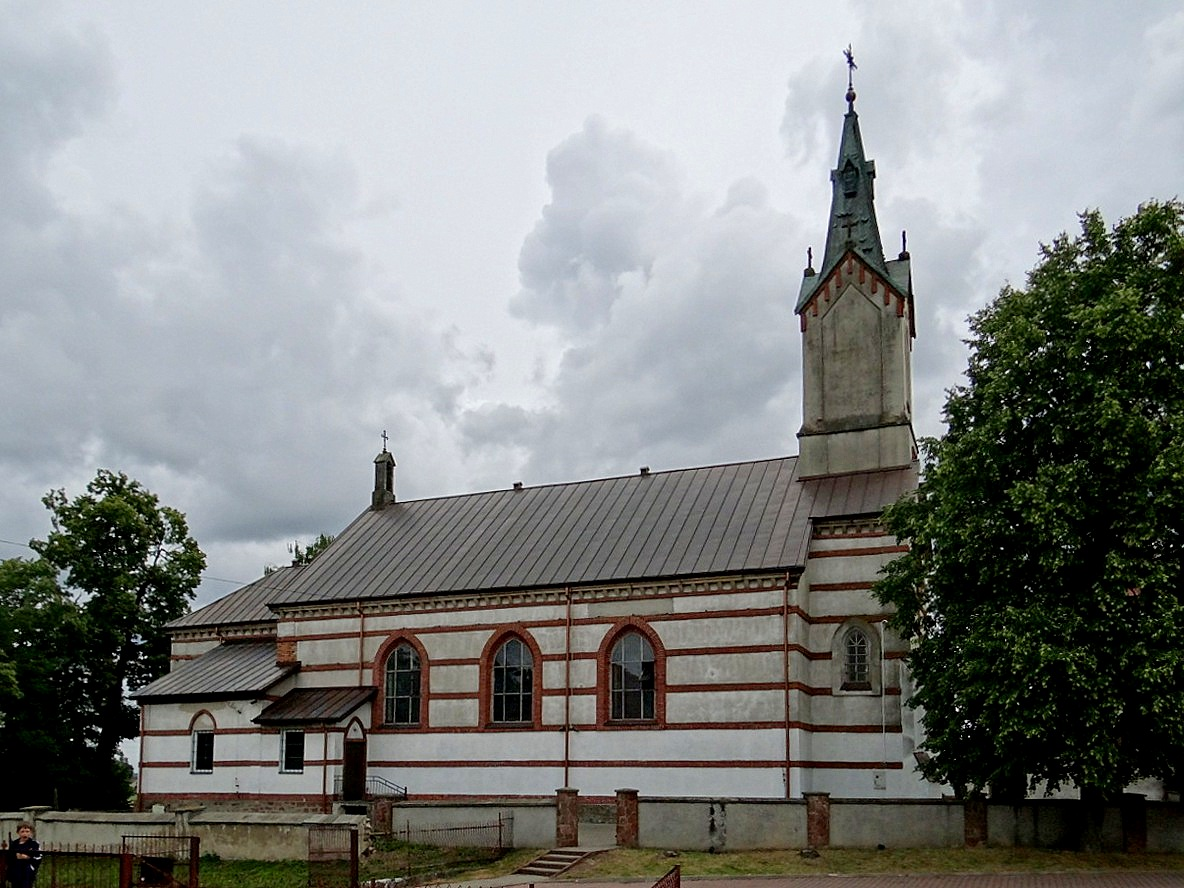
Kościół św. Jana Chrzciciela

W 1827 r. Pawłów miał 18 domów i 127 mieszkańców. W 1836 r. spłonął drewniany kościół. Według Słownika geograficznego Królestwa Polskiego w latach 80. XIX w. Pawłów był wsią i folwarkiem majoratem w gminie Rzepin w powiecie iłżeckim. Znajdował się tu murowany kościół parafialny. Wieś miała 39 domów, 370 mieszkańców i 625 mórg ziemi. Folwark miał 10 domów i 283 mórg.

## Zabytki
- kościół parafialny z 1867 r., zachowane elementy barokowego wyposażenia
- dawny cmentarz parafialny z 1 połowy XIX w., zachowane nagrobki okolicznych rodzin ziemiańskich, wpisany do rejestru zabytków nieruchomych (nr rej.: A.811 z 7.02.1993)[9]
- murowany dwór z 2 poł. XIX w., do 1950 własność rodziny Juńskich. Ostatni właściciel, Stanisław Juński – pochowany na nowym cmentarzu – był w latach międzywojennych sędzią Sądu Najwyższego.